# زمین‌لرزه ۱۹۸۳ کوالینگا
زمین‌لرزه کوالینگا  در تاریخ ۲ مه ۱۹۸۳ میلادی، برابر با ‎۱۲ اردیبهشت ۱۳۶۲، ساعت ۲۳:۴۲:۳۷ به زمان یوتی‌سی در آمریکا ، منطقه کوالینگا، کالیفرنیا رخ داد. ژرفای این زلزله ۱۰ کیلومتر بود، و بزرگی آن ۶٫۳ در مقیاس Mw اعلام شده‌است. زمین‌لرزه به وقت محلی در روز دوشنبه، ساعت ۱۵ روی داده و منطقه زمانی آن یوتی‌سی -۸ بوده‌است (با لحاظ تغییر ساعت تابستانی).
سازمان زمین‌شناسی آمریکا نیز رومرکز این زمین‌لرزه را در مختصات ۳۶°۱۳′۰۸″شمالی ۱۲۰°۱۹′۰۱″غربی / ۳۶٫۲۱۹°شمالی ۱۲۰٫۳۱۷°غربی و ژرفای آنرا در ۱۰ کیلومتر گزارش کرده‌است. بزرگی برگزیدهٔ این سازمان از میان بزرگیهای محاسبه‌شدهٔ مختلف ۶٫۵ در مقیاس Mw بوده و از دید اثر، در میان چهار دسته‌بندی «نامحسوس»، «محسوس»، «زیان‌آور» یا «با تلفات»، زلزله را «با تلفات» اعلام کرده‌است.بیش از ۵۰۰ ساختمان در زمین‌لرزه آسیب دیده‌است.
پروژهٔ «تنسور گشتاور مرکزوار» زاویه‌های (راستا، شیب، ریک) گسل سازندهٔ زمین‌لرزه و صفحه عمود بر آنرا (°۳۲۰، °۳۰، °۸۷) یا (°۱۴۳، °۶۰، °۹۱) و نوع گسل را «معکوس» فرارسانده‌است.
زمین‌لرزه هیچ کشته‌ای نداشته و شمار زخمیان ۴۵ نفر برآورده شده‌است.